# عوالق مؤقتة

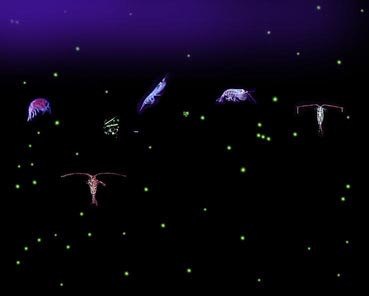

العوالق المؤقتة (الاسم العلمي Meroplankton)، هي الأنواع التي تعيش جزءًا من مراحل حياتهاعوالق،
مثل مدوزات الأنواع المتثبتة من اللاسعات كالمرجان، ويرقات كل من الديدان الحلقية، والرخويات،
وشوكيات الجلد، وغيرها من اللافقاريات، إضافة إلى يرقات البرمائيات والأسماك من الفقاريات.
وهي التي تتغذى على مجموعات العوالق الأصغر بالإضافة إلى بيوض ويرقات الكائنات الأخرى كالأسماك الصغيرة.